# Federico Cervi
Federico Cervi (Brescia, 9 de julio de 1961) es un deportista italiano que compitió en esgrima, especialista en la modalidad de florete.
Ganó siete medallas en el Campeonato Mundial de Esgrima entre los años 1979 y 1990. Participó en dos Juegos Olímpicos de Verano, ocupando el séptimo lugar en Seúl 1988, en el torneo por equipos, y el 21.º en Moscú 1980, en la prueba individual.

## Palmarés internacional
| Campeonato Mundial | Campeonato Mundial    | Campeonato Mundial | Campeonato Mundial  |
| Año                | Lugar                 | Medalla            | Prueba              |
| ------------------ | --------------------- | ------------------ | ------------------- |
| 1979               | Melbourne (Australia) | Medalla de plata   | Florete por equipos |
| 1982               | Roma (Italia)         | Medalla de bronce  | Florete individual  |
| 1982               | Roma (Italia)         | Medalla de bronce  | Florete por equipos |
| 1985               | Barcelona (España)    | Medalla de oro     | Florete por equipos |
| 1986               | Sofía (Bulgaria)      | Medalla de oro     | Florete por equipos |
| 1987               | Lausana (Suiza)       | Medalla de bronce  | Florete individual  |
| 1990               | Lyon (Francia)        | Medalla de oro     | Florete por equipos |